# Lucidio Sentimenti
Lucidio Sentimenti (Bomporto, 1 de julho de 1920 — 28 de novembro de 2014) foi um futebolista italiano, que jogava como goleiro. Ficou conhecido pela alcunha de Sentimenti IV por ser o quarto de cinco irmãos que disputaram o Campeonato Italiano de Futebol: Ennio, Arnaldo, Vittorio e Primo.

## Carreira

### Clubes
Foi um dos primeiros goleiros a marcar gols na história do futebol. O primeiro da carreira veio em sua última temporada pelo Modena. Em 17 de maio de 1942, em uma partida contra o Napoli, ele fez o gol de seu time na derrota por 2 a 1. O pênalti convertido teve uma curiosidade: foi marcado sobre o irmão mais velho, Arnaldo Sentimenti, que havia defendido os últimos nove pênaltis batidos contra ele. Revoltado, Arnaldo correu atrás do irmão pelo campo para tentar agredi-lo.
Encerrou a carreira com oito gols marcados por três times distintos: Modena, Juventus e Lazio. Pela Juventus, chegou a jogar duas partidas como atacante.

### Seleção Italiana
Sentimenti fez parte do elenco da Seleção Italiana de Futebol na Copa do Mundo de 1950, no Brasil.
Durante uma partida pela Seleção Italiana contra a Hungria (que terminaria com vitória italiana por 3 x 2), disputada em 11 de maio de 1947, Sentimenti fora o único atleta italiano na partida que não defendia o Torino. Ironicamente, defendia a rival Juventus na época e, doze anos depois, disputaria sua última partida na carreira, defendendo o Torino.

## Títulos
Lanerossi Vicenza
- Série B italiana 1954-55